# Skotské vejce

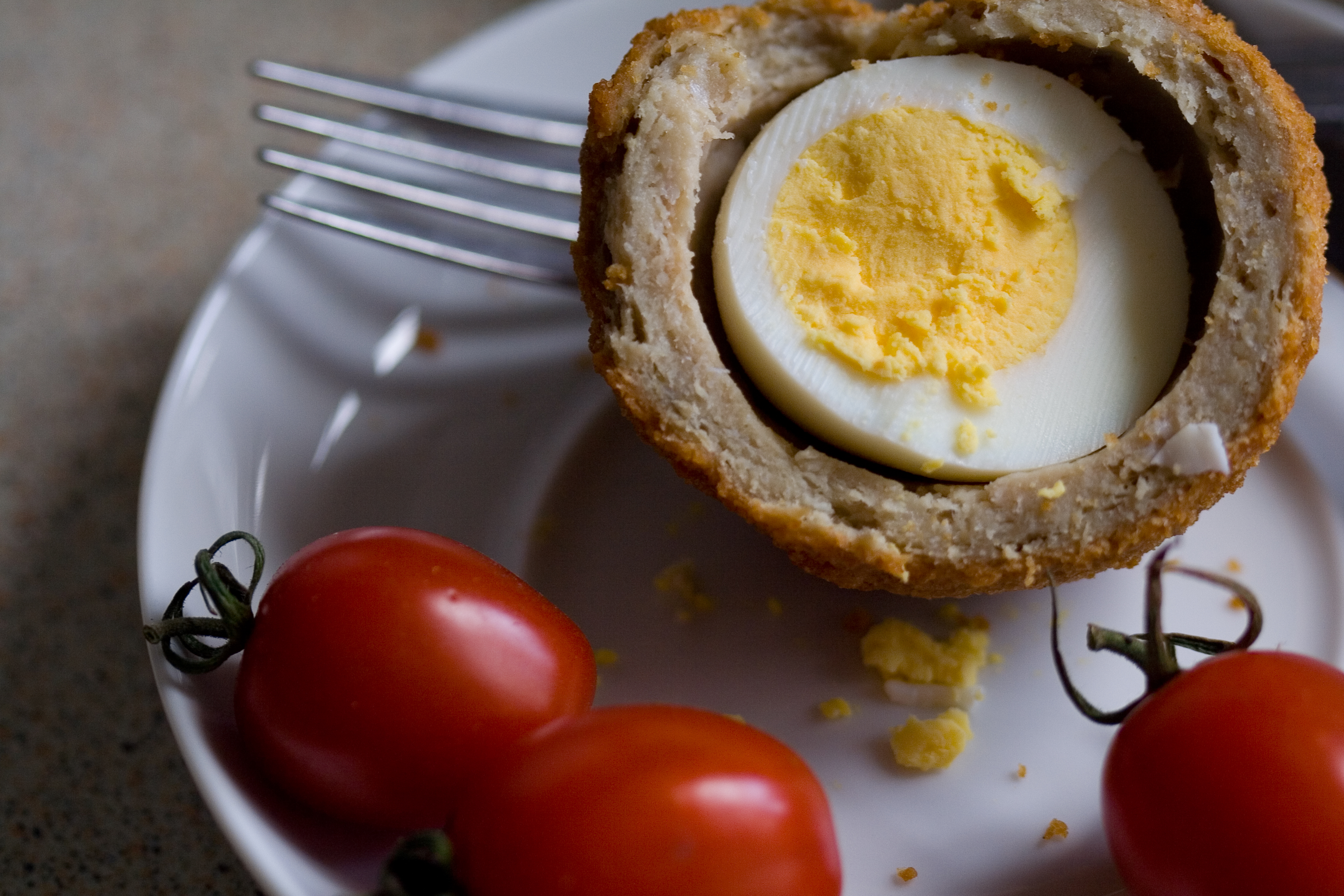
Skotské vejce

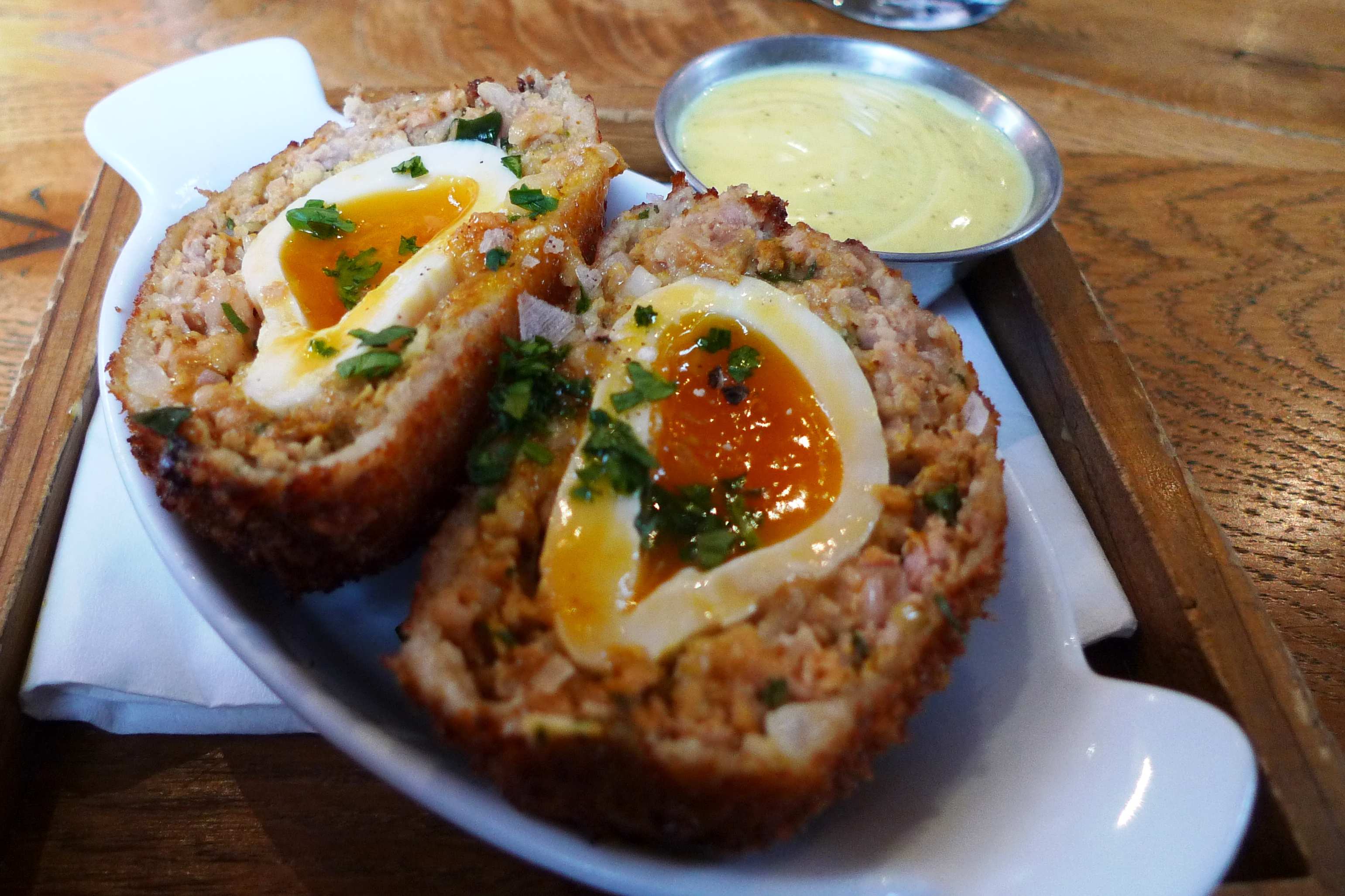
Skotská vejce s vejci vařenými naměkko a podávaná s omáčkou

Skotské vejce je pokrm sestávající z vařeného vejce, které je zabalené v mase. Vejce může být uvařeno natvrdo i naměkko. Následně je maso obaleno ve strouhance a pečené nebo fritované. Často se jí v hospodách nebo jako studené občerstvení při pikniku.

## Původ
Existují různé příběhy o původu tohoto pokrmu. The Oxford Companion to Food uvádí, že poprvé byl tento výraz použit roku 1809 v kuchařce A New System of Domestic Cookery jejíž autorkou byla Maria Rundell. V té době nebylo maso obaleno ve strouhance, přestože v roce 1861 Isabella Beeton takovou možnost navrhovala. Podle The Oxford Companion to Food Annette Hope, zabývající se historií jídla, v roce 1987 spekulovala nad tím, že inspirací pro vznik skotských vajec mohly být indické kofty, jako například mughalský pokrm nargesi kofta (narcisové karbanátky), ve kterém je také vařené vejce obalené v kořeněném mletém mase a poté smažené.
Jiné zdroje uvádějí, že tento pokrm byl vynalezen ve Fortnum & Mason na Piccadilly v roce 1738. Podle Culinary Delights of Yorkshire, pochází skotská vejce z Whitby, jenž leží v anglickém hrabství Yorkshire. Ta byla původně pokryta spíše rybí pastou nežli masem. Údajně byla pojmenována po známé restauraci William J. Scott & Sons, která je prodávala.
Existuje i názor, že se tomuto pokrmu dříve říkalo scorch (spálená) vejce, protože se vařila na otevřeném plamenu, i když podle dochovaných receptů se smažila na vepřovém sádle. Jako možný původ názvu se někdy uvádí také kulinářský proces zvaný scotching, přestože význam tohoto výrazu není zcela jasný, může označovat přidání ančoviček, ale také pouhé mletí masa. Další zmatek do toho vnáší i rozsáhlý obchod s vejci ze Skotska v 19. století, který někdy zahrnoval máčení vajec do vápenného prášku kvůli jejich konzervaci. Tento proces může být také uváděn jako scotching.

## Varianty
Manchesterské vejce se skládá z nakládaného vejce obaleného ve směsi vepřového masa a lancashirského černého pudinku. Byla vyrobena i vegetariánská skotská vejce. V roce 2022 Guinnessova kniha rekordů potvrdila největší vegetariánské skotské vejce na světě, které vážilo 8 341 g. K jeho výrobě bylo použito pštrosí vejce obalené v hrášku a čedaru. V roce 2020 začala vegetariánská skotská vejce nabízet londýnská restaurace oceněná michelinskou hvězdou Harwood Arms. Ta byla vyráběna z rostlinné alternativy masa. O rok později zařadil veganská skotská vejce do své nabídky i obchodní řetězec Tesco.